# Judo-Europameisterschaften der Männer 1963
Die Judo-Europameisterschaften 1963 der Männer fanden am 11. Mai in der Patinoire des Vernets in Genf statt. Es waren die ersten Europameisterschaften in der Schweiz.
Das Team des Gastgeberlandes gewann keine Medaillen. Ein Europameister des Vorjahres konnte seine Titel verteidigen.

## Ergebnisse
| Gewichtsklasse             | Gold             | Silber         | Bronze                              |
| -------------------------- | ---------------- | -------------- | ----------------------------------- |
| Leichtgewicht (bis 68 kg)  | Ārons Bogoļubovs | Richard Bowen  | Robert Forestier Robert Dschgamadse |
| Mittelgewicht (bis 80 kg)  | Jacques Noris    | George Kerr    | David Barnard Marcel Nottola        |
| Schwergewicht (über 80 kg) | Anton Geesink    | Willem Dadema  | Douglas Young Armin Lindner         |
| Offene Klasse              | Anton Geesink    | Henk Warmerdam | Michel Yacoubovitch Helmut Howiller |

## Medaillenspiegel
| Rang | Land                            | Gold | Silber | Bronze | Gesamt |
| ---- | ------------------------------- | ---- | ------ | ------ | ------ |
| 1    | Niederlande                     | 2    | 2      | –      | 4      |
| 2    | Frankreich                      | 1    | –      | 3      | 4      |
| 3    | Sowjetunion                     | 1    | –      | 1      | 2      |
| 4    | Vereinigtes Königreich          | –    | 2      | 2      | 4      |
| 5    | Deutsche Demokratische Republik | –    | –      | 2      | 2      |
|      | Total                           | 4    | 4      | 8      | 16     |